# Diachrysia disiuncta
Diachrysia disiuncta är en fjärilsart som beskrevs av Schultz 1900. Diachrysia disiuncta ingår i släktet Diachrysia och familjen nattflyn. Inga underarter finns listade i Catalogue of Life.